# Palacio Colonna

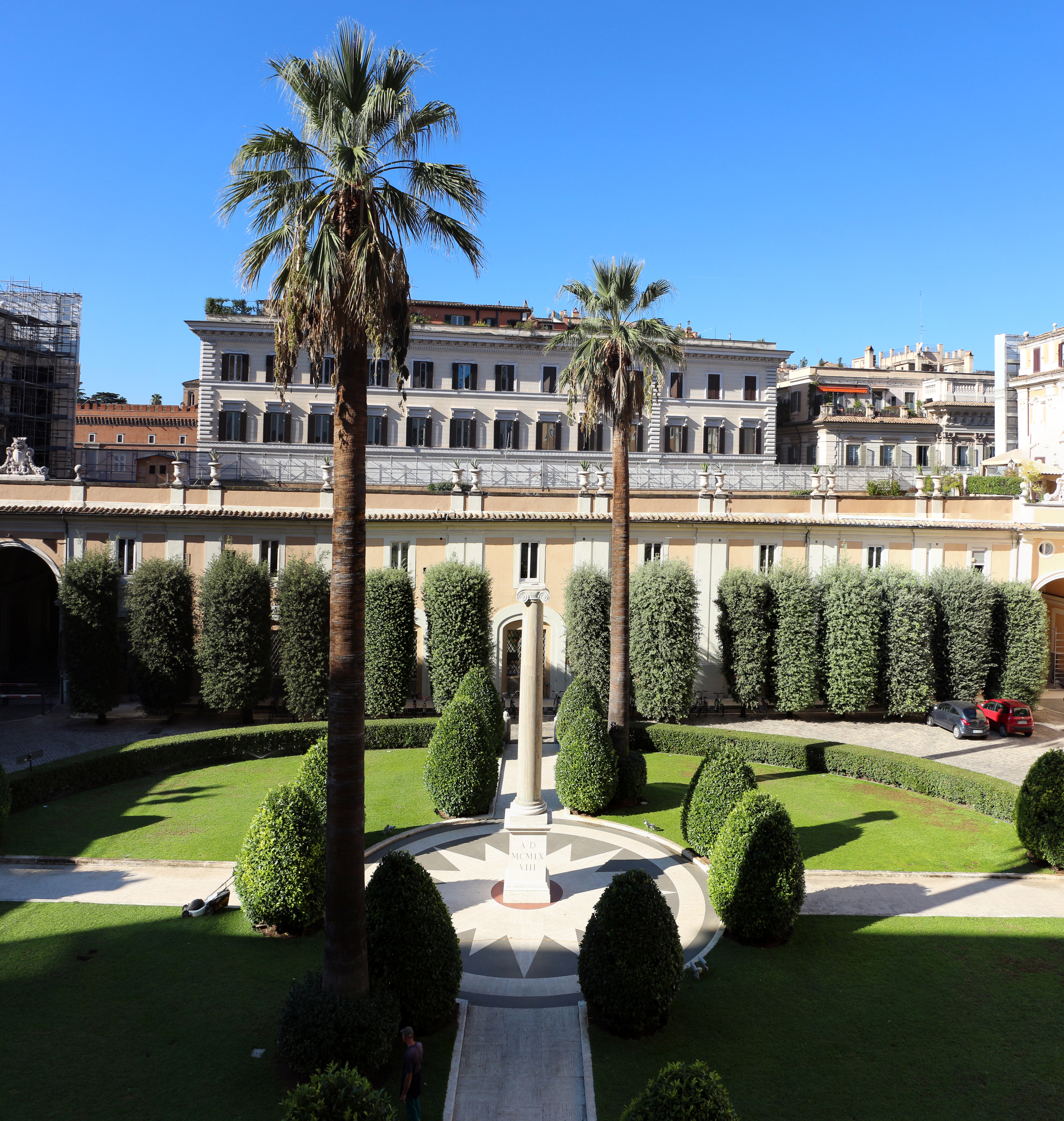

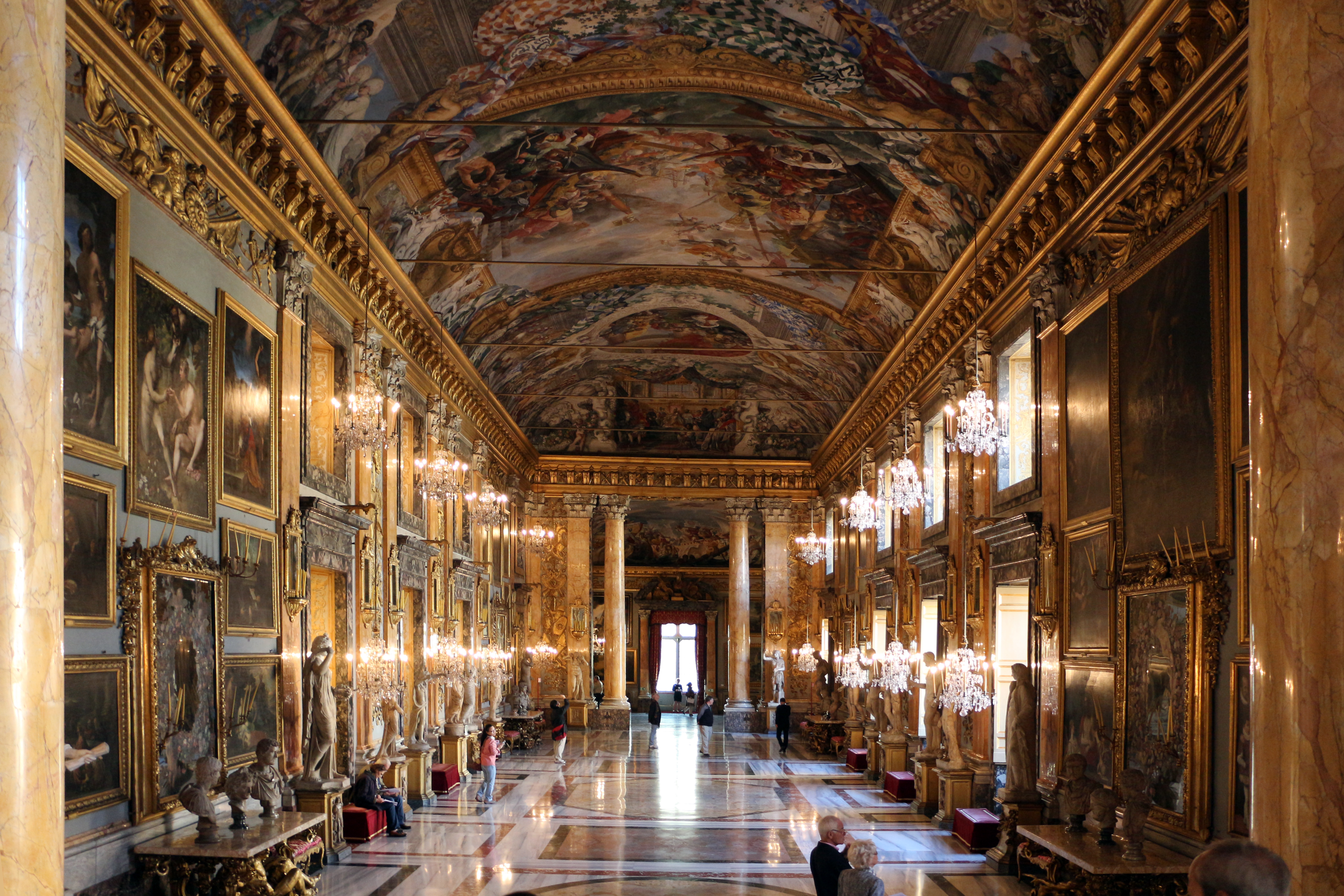
Galleria Colonna

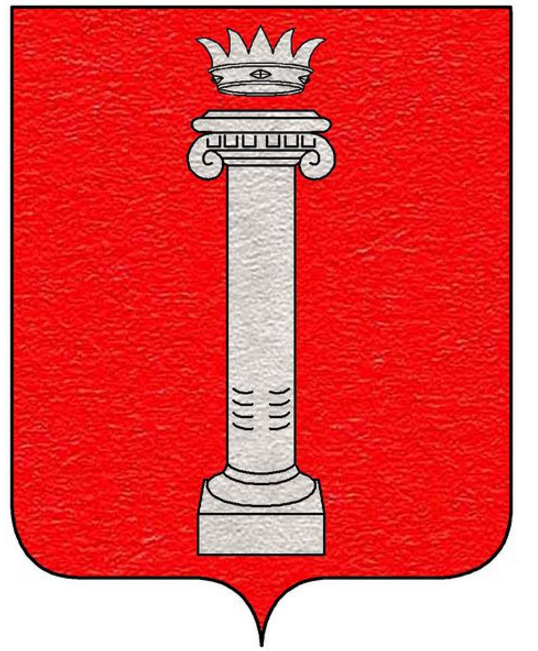
Escudo de la familia Colonna

El Palacio Colonna (en italiano: Palazzo Colonna) es un bloque de edificios palaciegos en el centro de Roma, Italia, en la base de la colina del Quirinal, y adyacente a la Basílica de los Santos Apóstoles. Está construido en parte sobre ruinas de un antiguo Serapeum romano, y ha pertenecido durante más de veinte generaciones a la prestigiosa familia Colonna, en cuyas manos sigue a día de hoy. Buena parte de su fama se debe a la Gran Galería, imitada por múltiples palacios posteriores. 
La parte más antigua del palacio data del siglo XIII, y según la leyenda albergó a Dante cuando visitó Roma. La primera mención documental señala que la propiedad albergó a los cardenales Giovanni y Giacomo Colonna en los años 1200. Fue también la casa del cardenal Oddone Colonna antes de ascender al papado como Martín V (1415-1430).
Al morir, el palacio fue saqueado durante los disturbios, y la propiedad principal pasó a manos de la familia Della Rovere. Volvió a los Colonna cuando Marcantonio I Colonna se casó con Lucrezia Gara Franciotti Della Rovere, sobrina del papa Julio II. Es probable que fuera la alianza de los Colonna con el poder de los Habsburgo lo que protegió al palacio del saqueo durante el saco de Roma de 1527.
Con Filippo Colonna (1578-1639) comenzaron a producirse reformas y se creó un complejo unitario alrededor de un jardín central. Arquitectos entre los que se incluyen Girolamo Rainaldi y Paolo Marucelli trabajaron en proyectos específicos. Sólo en los siglos XVII y XVIII se acabaron las fachadas principales, una dando a la Plaza de los Santos Apóstoles y la otra a la Via della Pilotta. Mucho de este diseño fue completado por Antonio del Grande (incluyendo la gran galería), y Girolamo Fontana (decoración de la galería). En el siglo XVIII, se alzó la fachada larga y baja diseñada por Nicola Michetti con añadidos posteriores de Paolo Posi con esquinas más altas (frente a la Plaza de los Apóstoles), lo que recuerda a estructuras anteriores que hacían parecer una edificación.

## Galería de arte Colonna
La galería principal (acabada en 1703) y la magistral colección de arte de los Colonna fue adquirida después de 1650 tanto por el cardenal Girolamo I Colonna y su sobrino el Connestabile Lorenzo Onofrio e incluye obras de Lorenzo Monaco, Ghirlandaio, Palma il Vecchio, Salviati, Bronzino, Tintoretto, Cortona, Annibale Carracci (Hombre comiendo judías), Guercino, Albani, Girolamo Muziano y Guido Reni. 
Los frescos del techo son de Filippo Gherardi, Giovanni Coli, Sebastiano Ricci, y Giuseppe Bartolomeo Chiari y celebran el papel de Marco Antonio Colonna en la batalla de Lepanto. Una Apoteosis de Martín V fue pintada por Benedetto Luti. Hay salas con frescos completadas después de 1664 por Crescenzio Onofri, Claudio Lorena y Pieter Mulier (al que se llamaba Cavalier Tempesta). Otras estancias fueron pintadas al fresco en los años 1700 por Pompeo Batoni y Pietro Bianchi.
El ala antigua del complejo conocido como Apartamentos de la princesa Isabel, pero que albergaron una vez la biblioteca de Martín V y su palacio, contienen frescos de Pinturicchio, Antonio Tempesta, Onofri, Claudio de Lorena, Giacinto Gimignani, y Carlo Cesio. Contiene una colección de paisajes y escenas de género de pintores como Lorena, Gaspar van Wittel (Vanvitelli), y Jan Brueghel el Viejo.
Junto con las posesiones de las familias Doria Pamphili y Pallavacini-Rospigliosi, es una de las más grandes colecciones de arte privadas de Roma.
En la galería principal se rodaron, en 1953, las imágenes finales del célebre filme Vacaciones en Roma, protagonizado por Audrey Hepburn y Gregory Peck.